# Clima antartico

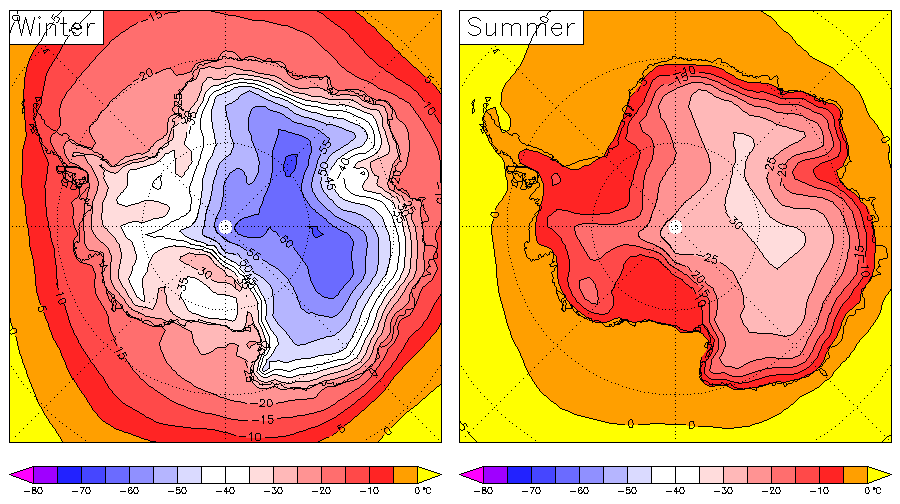
Clima dell'Antartide in inverno ed estate

Il clima antartico ha caratteristiche che lo differenziano da qualunque altro clima classificato sulla Terra e che solo a partire dalla seconda metà del XX secolo cominciarono a essere comprese. Con le spedizioni scientifiche nella Terra Australis, si svilupparono ricerche in tutte le branche, non esclusa quella meteorologica, ma le caratteristiche climatiche del plateau centro orientale rimasero un punto interrogativo sino all'Anno geofisico internazionale, quando l'installazione di basi scientifiche permanenti, americane e sovietiche, permise la raccolta continua dei dati atmosferici giornalieri tutto l'anno.
L'inverno del 2021 è stato il più freddo mai registrato in Antartide, a anche al Polo Sud.

## L'età pionieristica

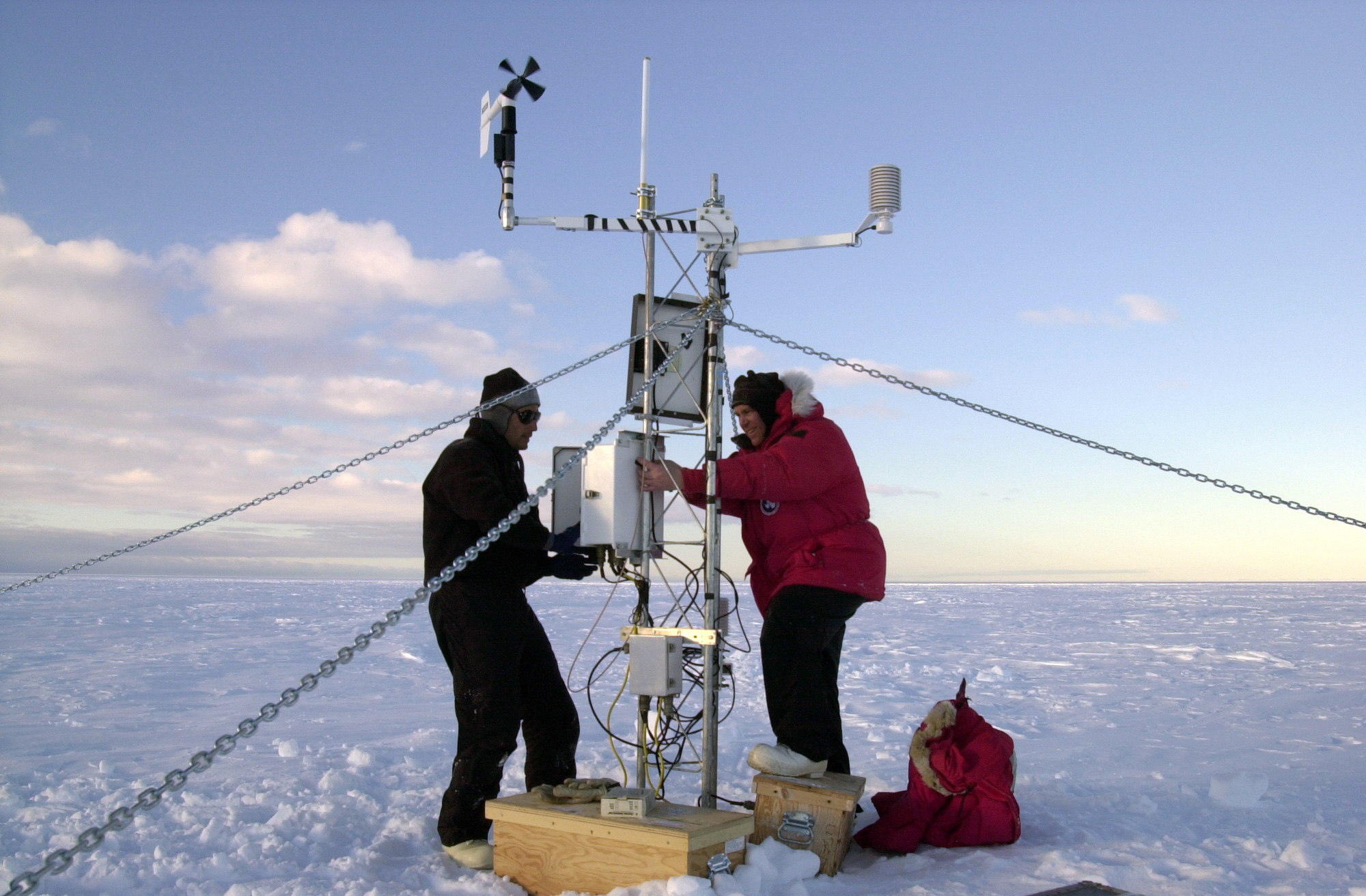
Stazione meteo-climatica in Antartide

Quando l'esplorazione dell'Antartide cominciò a organizzarsi su scala internazionale, grande influenza ebbe l'opera di William Scoresby junior, An Account of the Arctic Regions, with a History and Description of the Northern Whale Fishery (Edimburgo, 1820). Le esperienze dirette cominciarono a fornire i primi dati; il più antico che si conosca, è quello registrato da un termometro a minima, installato nel 1829 alla Deception Island da Henry Foster, e ritrovato nel 1841-42 dall'equipaggio della Ohio: aveva registrato un valore di -5 °F (-20,6 °C: King-Turner, 1997, p. 6). Le osservazioni di quell'epoca, permisero presto di capire le profonde differenze tra il clima dei due poli; fin dal marzo 1840 Charles Wilkes, scrivendo a James Clark Ross, riconosceva che «il pack dell'Antartico ha caratteri totalmente differenti da quelli dell'Artico» (Wendler et al., 1997, p. 182). 
Particolare sorprendente dell'emisfero australe si rivelò l'accentuato gradiente di temperatura che si registrava già a poche decine di chilometri dalla linea costiera antartica, in relazione a una massa continentale che non gode della mitigazione oceanica, a differenza di quanto invece accade alle alte latitudini dell'emisfero boreale. Con la Belgian Antarctic Expedition, per la prima volta si ottennero osservazioni invernali d'una certa importanza a sud del Circolo Polare Antartico; a realizzarle, durante la navigazione forzata nel Mare di Bellingshausen, fu Henryk Arçtowski, che l'8 settembre 1898 rilevò un valore estremo di -43 °C (Fogg, 1992, pp. 112 e 291). Durante il viaggio della Discovery, al comando di Robert Falcon Scott, nel 1903 una squadra britannica effettuò un'escursione primaverile attorno alla Barriera di Ross e su alcune isole minori, in una di queste misurando una temperatura minima di -67,7 °F (-55,4 °C). Con la seconda spedizione Scott, durante l'allestimento dei depositi necessari alla conquista del Polo Sud, alle 17.51 del 6 luglio 1911 si registrarono -77,5 °F (-60,8 °C) sulla Barriera di Ross (Cherry-Garrard, 2004, p. 321).

### Il ruolo del vento

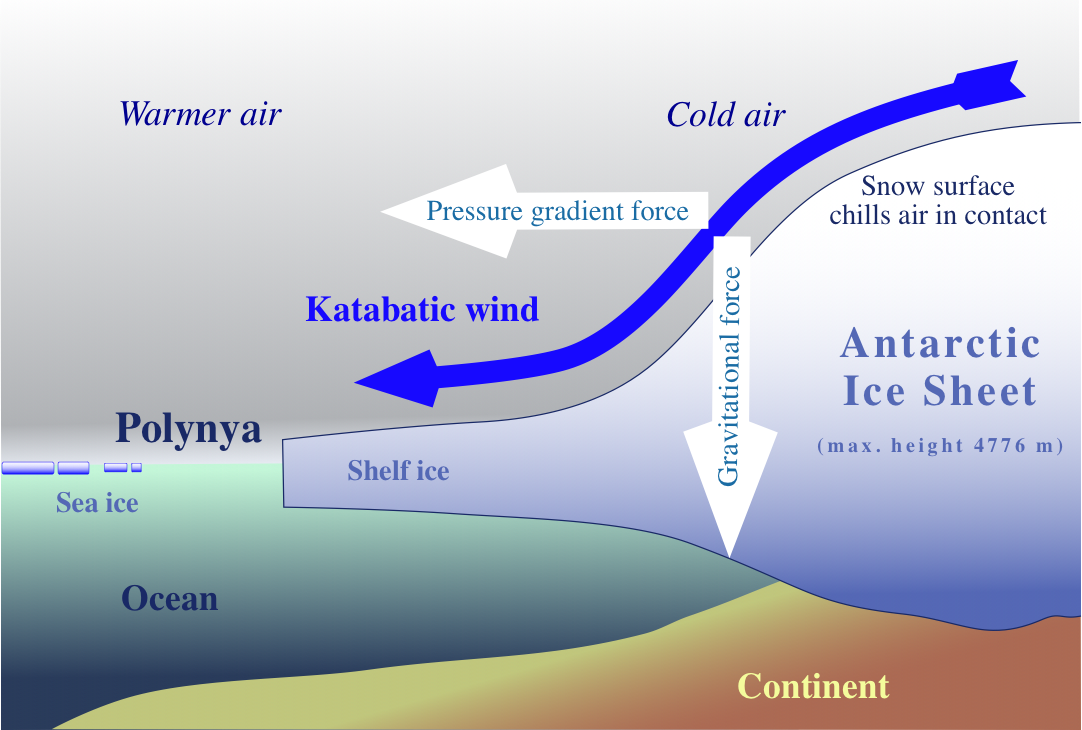
Schema dei venti catabatici in Antartide

Il valore era notevole. Seguendo l'itinerario fra Capo Evans e Capo Crozier nella mappa tracciata da Apsley Cherry-Garrard, che faceva parte del convoglio di slitte, il 6 luglio la squadra doveva trovarsi nell'area dove furono poi ubicate le Aws (Automatic Weather Stations) Windless Bight 1 (77°42' lat. S, 167°42' long. E, quota 40 m), Windless Bight 2 (77°44' lat. S, 167°42' long. E, quota 50 m) e Tiffany (78°00' lat S, 168°12' long. E, quota 25 m); al di là delle diverse metodiche di misura (le Aws utilizzano sensori con resistenze al platino, la spedizione Scott disponeva di termometri ad alcol o a toluene, calibrati secondo gli standard dell'Osservatorio meteorologico di Kew, Londra, che erano utilizzati nell'aria libera: Solomon-Stearns, 1999, p. 13013), le minime assolute delle tre stazioni sono le seguenti: Windless Bight 1 -55,1 °C (20 luglio 1985); Windless Bight 2 -58,9 °C (9 agosto 2001); Tiffany -56,5 °C (29 luglio 1985). L'area, tuttavia, era già nota per essere soggetta alle calme di vento; scrisse infatti Cherry-Garrard: 
Tale scoperta avvenne studiando l'orientamento dei sastrugi, cosa che permise al meteorologo George Clarke Simpson di delineare con una certa precisione le linee di flusso attorno alla Barriera di Ross. Questa peculiarità del clima antartico determina che i luoghi al riparo dai venti catabatici subiscano raffreddamenti più marcati, perché il cuscinetto freddo non viene rimosso.

### L'inversione termica

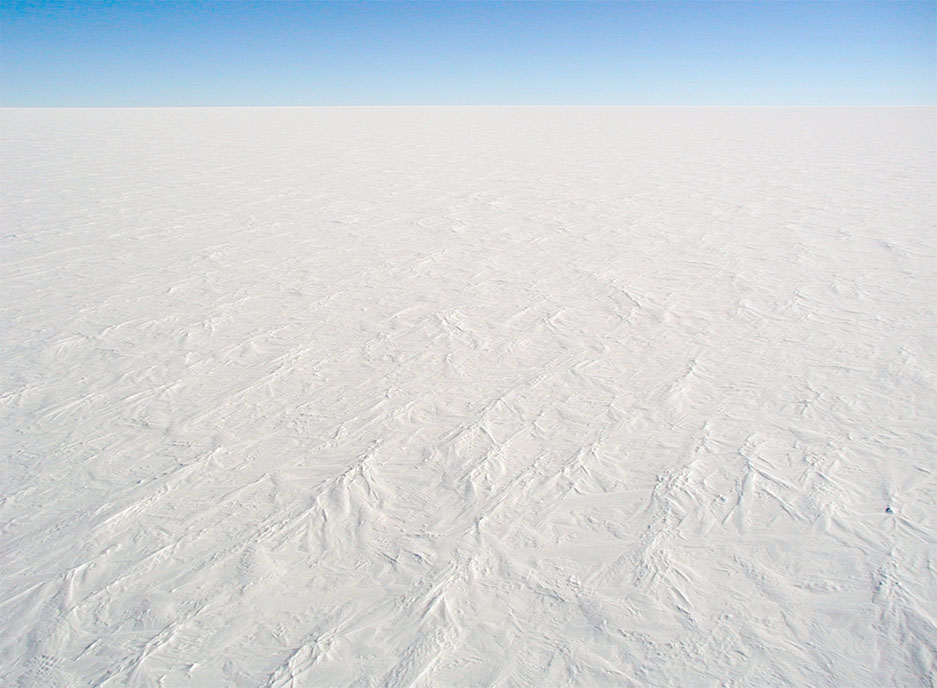
Paesaggio a Dome C

Durante la seconda spedizione Scott «i dati rilevati mostrarono che d'inverno dal manto nevoso ha luogo una rapida radiazione che raffredda l'aria più vicina al suolo, formando così uno strato che può essere più freddo di molti gradi rispetto all'aria sovrastante. In tal modo le temperature diventano inferiori alla norma». Era la definizione tecnica dell'inversione termica, fenomeno che non si verifica solo in Antartide, ma che qui viene esaltato dalle caratteristiche fisiche del continente. L'impresa invernale sulla Barriera di Ross, tuttavia, fu compiuta in un ambiente ben diverso rispetto al plateau, dove gli estremi rimanevano sconosciuti; Cherry-Garrard, che nel 1912 ritrovò il cadavere di Scott e i diari, dov'erano annotate le condizioni meteo incontrate a dicembre e gennaio, pose l'interrogativo: «Se è così nel cuore dell'estate come sarà nel cuore dell'inverno?»

## Gli sviluppi scientifici
La domanda non trovò risposta nemmeno dopo il periodo epico, culminato con la doppia conquista del Polo Sud (1911-12). Il 21-22 luglio 1934, durante il suo drammatico sverno solitario in una capanna osservatorio nella Terra di Edoardo VII (80°08' lat. S, 163°57' long. O, 198 km a sud della base Little America II), Richard Evelyn Byrd registrò una temperatura minima di -78 °F (-61,1 °C). Nel dopoguerra, l'attenzione per l'Antartide tornò a crescere e i sovietici impiantarono le prime basi sul plateau; alle 3.54 del 20 settembre 1956, a Pionerskaya (69°44' lat. S, 95°31' long. E, quota 2.741 m, 375 km a sud della base Mirnyj) si toccarono i -66 °C. Fu sulla scorta di questi valori che, nell'effervescenza dell'Anno geofisico internazionale, si cominciò a postulare la temperatura minima possibile nel cuore dell'Antartide, a oltre mille chilometri dalla più prossima linea costiera.

### Il calcolo teorico

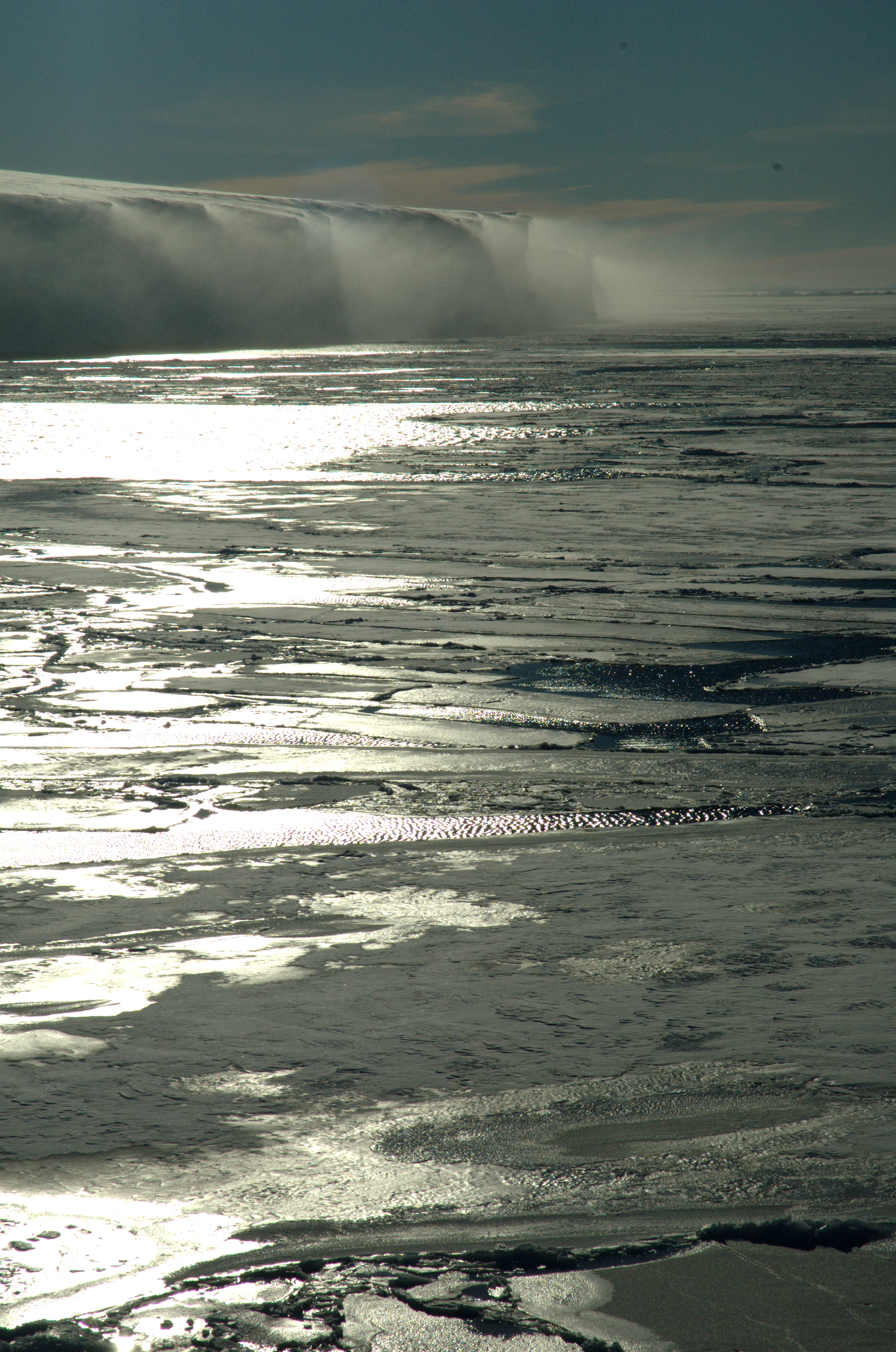
Vento catabatico da una piattaforma di ghiaccio

Simpson, il meteorologo aggregato alla seconda spedizione Scott, nel suo monumentale lavoro del 1919 stabilì che al Polo Sud la temperatura media di gennaio, ridotta a livello del mare, doveva essere di circa 24 °F (13,3 °C) inferiore a quella del Polo Nord a luglio. Il suo calcolo teneva conto del forte grado di continentalità antartica, fattore che, come accennato, gioca un ruolo preponderante nella differenziazione delle due regioni climatiche. Le intuizioni di Simpson vennero confermate nei decenni successivi dall'esperienza diretta e da una serie di studi basati sui dati raccolti. All'inizio degli anni settanta, in particolare, ricercatori sovietici calcolarono, attraverso l'equazione di Bodman, un coefficiente atto a indicare quale fosse la severità del clima per 25 basi antartiche, di cui si analizzarono i rilevamenti giornalieri del periodo 1957-70, incrociando la velocità del vento con la temperatura dell'aria; per quanto attiene al Polo Sud, il coefficiente estivo tocca i 5,2 punti, ovvero quasi pari a quello invernale del Polo Nord (5,3 punti: Kolosova, 1987, p. 66).

#### Fattori geografici e astronomici
Ma il grado di continentalità, da solo, non basta a spiegare la severità del clima antartico: esistono altre componenti che ne determinano le basse temperature, ovvero l'altezza media di circa 2.000 m sul livello del mare, che per quanto riguarda la regione del Plateau si eleva oltre i 2.400 m; l'assenza di radiazione solare nel semestre freddo; l'albedo sempre superiore all'80% quando il sole sta sopra l'orizzonte. Quest'ultimo elemento, al Polo Sud comporta uno sbilancio radiativo medio di 35 Ly/d (Langley per day: Hanson, 1961, p. 174). Lavorando su alcuni di tali aspetti, e ipotizzando una circostanza virtuale di assenza di vento e di cielo perfettamente sereno durante l'intera notte polare, all'inizio del 1958 una ricerca dell'U.S. Weather Bureau concluse che la temperatura al suolo potrebbe abbassarsi sino a circa -200 °C (McCormick, 1958). In quei mesi, analoghe estrapolazioni furono compiute da fisici sovietici, che però giunsero a risultati profondamente diversi, indicando in 1 °C ogni 200 ore la perdita di calore, e ponendo il limite estremo a -80 °C, con uno scostamento di 2 °C in più o in meno (Shlyakhov, 1958; Krichak, 1964). Per inciso, tale disparità di vedute diede luogo a una polemica tra i fautori dell'una e dell'altra teoria (Stepanova, 1959; Wexler, 1959).

#### L'equilibrio radiativo

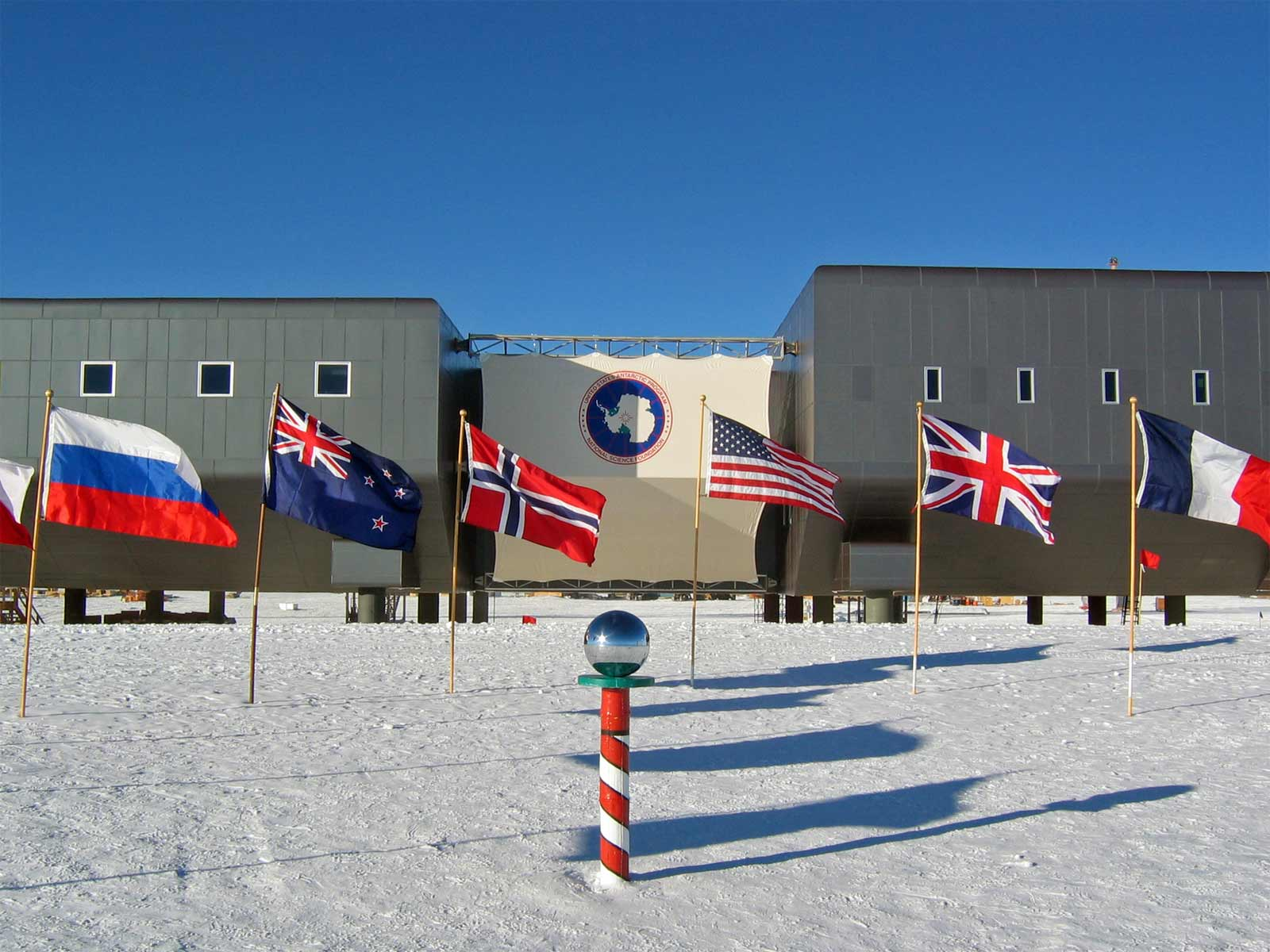
La base di Amundsen-Scott

In verità, i presupposti dei due ‘schieramenti’ erano antitetici. Gli americani, ai quali non doveva essere ancora del tutto chiaro il concetto di Kernlose winter, fondavano le loro stime su un computo puramente energetico, nello specifico immaginando il Polo Sud come un sistema climatico a sé stante, ovvero non soggetto ad alcun tipo di interferenza; questa visione prescindeva dalle osservazioni in situ che, con l'avvio dell'attività scientifica alla base Amundsen-Scott, nel gennaio 1957, pure erano disponibili. I sovietici invece erano approdati a quel valore incrociando i dati di Amundsen-Scott e della base Vostok I (72°09' lat. S, 96°34' long. E, quota 3.252 m) col nomogramma di radiazione di Shekhter, in un tentativo più orientato a stabilire quale potesse essere la temperatura minima ‘reale’ che ‘ipotetica’ dell'Antartide. È infatti assodato il ruolo del costante scambio di masse d'aria tra l'oceano e l'interno del continente in un meccanismo che è causa ed effetto dei venti catabatici: il che impedisce alla temperatura di avvicinarsi allo zero assoluto, come le caratteristiche teorizzate dall'U.S. Weather Bureau lascerebbero postulare. Ora, poiché esiste un effettivo bilanciamento fra la radiazione di ritorno dall'atmosfera e quella dal suolo (variabili dell'equazione di Shekhter) indotto dagli apporti di calore, è chiaro che l'equilibrio di temperatura non può porsi molto lontano dal valore assunto come dato di partenza (che i sovietici avevano posto a -75 °C).

### La progressione del record
Al di là della polemica sulle cifre però, la domanda che si voleva soddisfatta era: fin dove si abbassa il termometro d'inverno? L'edizione 1962 dell'Enciclopedia americana, in un articolo evidentemente steso prima dell'Anno geofisico internazionale e non aggiornato, supponeva che nel cuore dell'Antartide si realizzassero temperature inferiori a -100 °F. Fino al 1957, sulla Terra mai si erano registrati valori di quella portata, e nemmeno al di sotto dei -70 °C (-94,0 °F), essendo all'epoca il record mondiale fissato dai -67,7 °C osservati il 6 febbraio 1933 nella siberiana Ojmjakon (63°28' lat. N, 142°48' long. E, quota 741 m: Stepanova, 1958). Nel corso del 1957, alla base Amundsen-Scott i primati furono i seguenti:
- 9 maggio	-71.1 °C (-96,0 °F)
- 10 maggio	-72,8 °C (-99,0 °F)
- 12 maggio	-73,3 °C (-99,9 °F)
- 18 settembre	-74,4 °C (-101,9 °F)

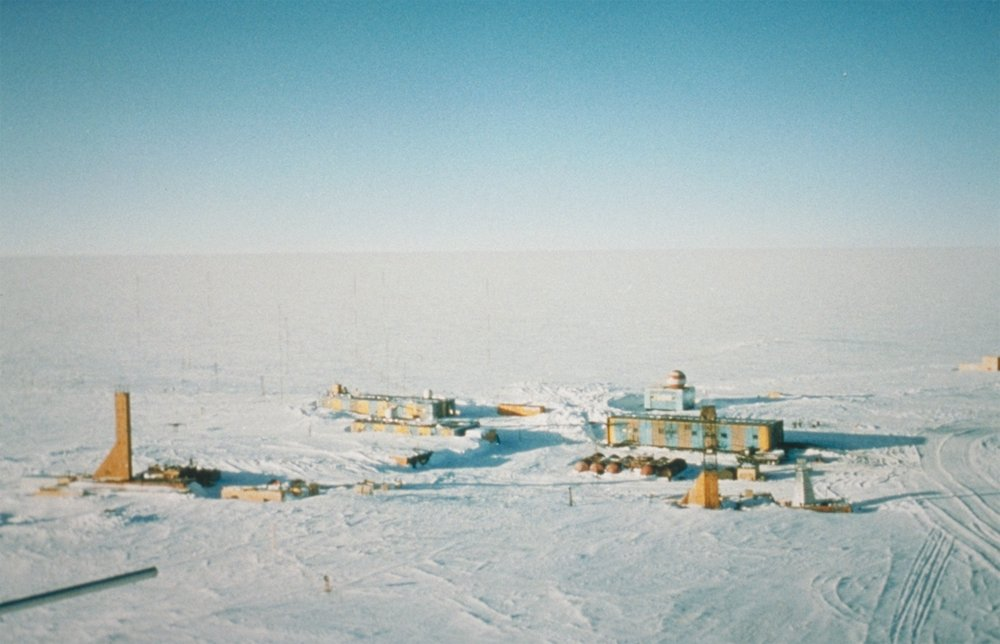
La base Vostok

Nel 1958, le basi Sovetskaya (78°23' lat. S, 87°32' long. E, quota 3.662 m) e Vostok II, aperte dai sovietici nei luoghi più impervi del Plateau Antartico, modificarono il primato come segue:
- Sovetskaya, 2 maggio	-78,3 °C
- Vostok II, 15 giugno	-80,7 °C
- Sovetskaya, 19 giugno	-81,2 °C
- Vostok II, 24 giugno	-81,4 °C
- Sovetskaya, 25 giugno	-83,0 °C
- Vostok II, 7 agosto	-85,5 °C
- Vostok II, 8 agosto	-85,8 °C
- Sovetskaya, 9 agosto	-86,7 °C
- Vostok II, 25 agosto	-87,4 °C

Negli anni successivi, con la chiusura di Sovetskaya (3 gennaio 1959), il record è rimasto a Vostok:
- 24 agosto 1960	-88,3 °C
- 21 luglio 1983	-89,2 °C

Questi dati costrinsero i sovietici ad ammettere che «secondo calcoli teorici l'abbassamento della temperatura in questa regione (di Vostok) è possibile fino a -90 °C e oltre, ma per questo è necessario che l'assenza progressiva di radiazioni non venga compensata da un afflusso di calore» (Budretskij, 1984).

### L'evidenza statistica
Scorrendo il rapporto meteorologico che accompagna l'evento del 1983, si legge: «Il 15 luglio sulla zona di Vostok si è disposta un'area di pressione di 614 mb con tempo sereno, vento debole e temperatura dell'aria di -75 °C. Nei giorni successivi la temperatura dell'aria si è abbassata in media di due gradi e mezzo al giorno raggiungendo alle 5 e 45 ora di Mosca -89,2 °C». Se è vero che la diminuzione è ben più consistente di 1 °C ogni 200 ore, altrettanto innegabile è la circostanza per cui i fattori di riequilibrio meteorologico impediscono di oltrepassare certi limiti; continua infatti il rapporto: «Dopo il raggiungimento del minimo di temperatura dell'aria la direzione del vento, che fino a quel momento era settentrionale, si è modificata da nord ovest. La sua velocità ha iniziato ad aumentare e la temperatura dell'aria si è innalzata bruscamente. Già alle 16 del 21 luglio la temperatura si era innalzata a -85,3 °C. Il 23 luglio la velocità del vento raggiunse 12-16 m/s, cominciò la tempesta e la temperatura dell'aria si innalzò a -66,7 °C» (Budretskij, 1984). Il valore di -2,5 °C / giorno concorda con quanto era già stato dato osservare ad Amundsen-Scott tra il 18 e il 20 luglio 1965, quando la temperatura minima, in regime di cielo sereno, costante calma di vento e pressione in discesa, si abbassò da -67,8 °C a -72,8 °C; tuttavia, la diminuzione può essere più marcata: il successivo 21 luglio si portò a -80,6 °C, con un balzo di -7,8 °C, e lì rimase il 22 e il 25 luglio. Una perdita così notevole era ipotizzata dallo studio dell'U.S. Weather Bureau del 1958 che, procedendo da una temperatura iniziale di -60 °C, forniva la seguente evoluzione (McCormick, 1958):
- dopo 3 giorni	 -87 °C
- dopo 10 giorni -101 °C
- dopo 20 giorni -135 °C
- dopo 90 giorni -192 °C
- dopo 180 giorni -200 °C

Nelle prime 72 ore quindi, il raffreddamento era posto a circa 9 °C / giorno: abbastanza vicino a quello registrato ad Amundsen-Scott. Il riequilibrio interviene con l'interruzione della condizione ottimale di irraggiamento: la risalita barica e il rafforzamento del vento, il 26 luglio determinarono una repentina inversione di tendenza; tant'è che, il 31 luglio, la temperatura minima aveva riguadagnato 31,7 °C (facendo segnare -48,9 °C).

### Le ricerche americane

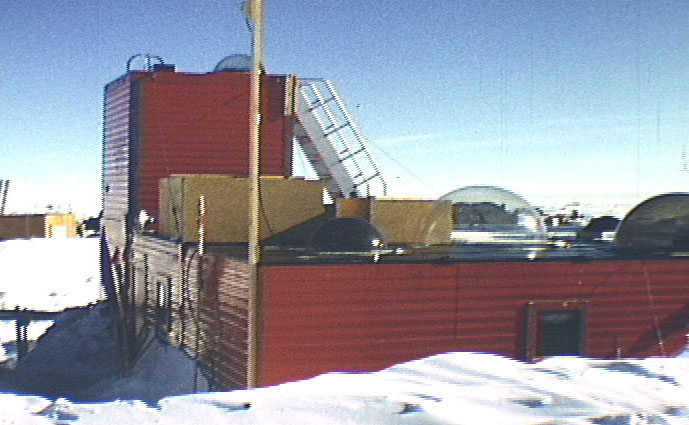
La base di Plateau Station

All'inizio degli anni sessanta tuttavia, si dava ancora molta importanza al fondamento teorico. In quel periodo gli americani avevano in progetto una nuova base, Plateau Station; come si ricava da una lettera di Albert P. Crary, responsabile scientifico dell'Office of Antarctic Programs (datata 16 ottobre 1964), si supponeva che la località dovesse registrare temperature simili a quelle di Vostok. Pertanto, si diede incarico di ipotizzare a che livello si collocasse il valore estremo. Martin P. Sponholz in un primo tempo lo calcolò a -134 °F (-92,2 °C), ma Heinz H. Lettau nel gennaio 1966 lo corresse a -122,7 °F (-85,9 °C: Sponholz, 1995, pp. 138 e 185). In quell'anno intanto, Plateau Station (79°15' lat. S, 40°30' long. E, quota 3.624 m) era stata avviata e Sponholz ne divenne il meteorologo rilevatore, iscrivendo nuovi primati negli archivi dell'U.S. Weather Bureau dopo il -113,1 °F (-80,6 °C) del 1965 al Polo Sud:
- 13 giugno 1966	-82,2 °C
- 11 agosto 1966	-82,8 °C
- 14 agosto 1966	-83,3 °C
- 24 agosto 1966	-85,1 °C
- 5 giugno 1968	-86,1 °C (rilevato da Tom Frostman e George S. Rubin de la Borbolla)

Lettau, dunque, aveva fallito la sua previsione di appena 0,2 °C, almeno per il periodo in cui Plateau Station fu operativa (venne abbandonata nel corso del 1969): il che testimonia come la conoscenza del clima antartico in quel decennio (1957-66), associata a maggior pragmatismo, avesse compiuto passi decisivi.

#### La micrometeorologia
Tali conoscenze, in quegli anni furono ampliate grazie a esperienze di micrometeorologia (a Plateau Station funzionò una torre di registrazione simultanea delle temperature da 10 m sotto la superficie nevosa a 32 m nell'aria libera: Riordan, 1977). Nel catalogo dei record di Vostok, si nota come alcuni valori estremi (1958 e 1960) siano stati registrati dopo il ritorno del sole (21 agosto). Malgrado una radiazione incidente quasi trascurabile, si mette in atto un processo che venne indagato da Sponholz a Plateau Station nel 1966. Durante l'inverno, le temperature più basse sono quelle a contatto con la superficie nevosa; il ritorno del sole scalda gli strati più prossimi al suolo, dando origine a una lieve turbolenza che miscela l'aria più fredda: è questo che provoca la discesa del termometro. La circostanza si realizza solo a determinate condizioni: assenza di avvezioni e calma di vento. Il catalogo dei record di Plateau Station nel 1966, indica una minima di -83,3 °C (14 agosto) prima del ritorno del sole (22 agosto); nei giorni successivi invece, si registrarono i seguenti valori:
- 22 agosto	-78,3 °C
- 23 agosto	-82,2 °C
- 24 agosto	-85,1 °C
- 25 agosto	-84,4 °C
- 26 agosto	-76,7 °C
- 27 agosto	-84,4 °C

Questo andamento, documentato nel Nucleo centrale freddo individuato da Paul C. Dalrymple, in cui sono ubicate Vostok e Plateau Station, non sembra estraneo anche all'Area interiore fredda (Dalrymple, 1966), dove sorge Amundsen-Scott (ritorno del sole: 20 settembre): qui, anche se non sono mai state registrate temperature record, il 25 settembre 1986 si arrivò a -79,2 °C.

### I progetti cinesi
Le suggestioni del freddo record, nel XXI secolo non sono ancora sopite. La Chinese Arctic and Antarctic Administration ha infatti in progetto una base permanente a Dome A (Dome Argus), nel settore più elevato del Plateau Antartico (80°22' lat. S, 77°32' long. E, quota 4.084 m), da costruirsi entro il 2010; è in questo luogo, infatti, che si ritiene possano realizzarsi le minime temperature del continente. Ma quali valori si potranno misurare a Dome A? Quale può esserne l'estremo? Un'estrapolazione empirica, basata sul confronto tra Amundsen-Scott e Vostok in relazione alla quota (differenza 653 m), mostra uno scostamento di 5,9 °C nella temperatura media annua, molto vicina al raffreddamento adiabatico secco (1 °C ogni 100 m di quota), e di 6,4 °C nelle temperature minime. Su tale presupposto, si potrebbe ipotizzare che la temperatura estrema di Dome A, la cui quota si pone 596 m oltre Vostok, possa arrivare a -95 °C, con una temperatura media annua di -60 °C. Per verificare sul campo tali possibilità, nel 2004 i ricercatori cinesi hanno dato vita a una collaborazione con gli australiani, che ha portato all'impianto d'una stazione automatica (AWS) a Dome A, realizzata dall'Australian Antarctic Division; tale stazione, il 27 luglio 2005 ha misurato una temperatura minima di -82,5 °C.

### Le ricerche sovietiche
Ma è davvero assodato che all'aumento della quota debba corrispondere una proporzionale diminuzione delle temperature? Le esplorazioni sovietiche, durante l'Anno geofisico internazionale, posero dei dubbi. La spedizione che raggiunse il Polyus Nedostupnosti (Polo della Relativa Inaccessibilità: 82°06' lat. S, 54°58' long. E, quota 3.718 m), dove fu stabilita una base che operò dal 14 al 26 dicembre 1958, condusse rilevamenti meteorologici che furono poi incrociati con quelli ottenuti in altre basi; i risultati che ne scaturirono smentirono l'assunto, facendo postulare l'esistenza di fenomeni meteorologici che, oltre una certa quota, promuoverebbero la distruzione dell'inversione termica, impedendo ulteriori raffreddamenti. Pertanto, a detta dei ricercatori sovietici, proprio la regione di Vostok sarebbe la più fredda della Terra (Aver'yanov, 1964; Zakiev, 1964). Questa conclusione, nel campo delle temperature assolute, sino a oggi resta valida. A parte Dome A infatti, il cui archivio è per ora limitato, sono state messe in funzione altre AWS a quote superiori a quella di Vostok II; in particolare Dome F (77°18' lat. S, 39°42' long. E, quota 3.810 m), aggregata a una base semi permanente giapponese dove, il 18 agosto 1995, la minima si è fermata a -82,1 °C. Operativa fino al 1997, Dome F è poi stata sostituita da Dome Fuji (stesse coordinate): qui, il 18 luglio 2006, il termometro ha toccato -82,9 °C. Da notare come, negli anni di operatività di queste due stazioni, Vostok II abbia nel frattempo fatto segnare ben tre valori inferiori ai -85 °C.

### La curva tautocrona
Ulteriori prove in tal senso, nel periodo in cui i sovietici mettevano in dubbio una proporzionale diminuzione delle temperature rispetto alla quota, furono raccolte con le perforazioni nel ghiaccio. Si sa che, a 10 m di profondità, si ottiene una curva tautocrona: ovvero, il valore finale non cambia, indipendentemente dalla temperatura di superficie; in pratica, è come se, a tale profondità, venisse "incamerata" la temperatura media al suolo dell'anno corrispondente a quel livello (Weller-Schwerdtfeger, 1977).
La curva tautocrona delle temperature ha permesso di costruire le isoterme annuali del Plateau Antartico, dando modo di meglio comprendere il clima della calotta orientale. Con la ‘South Pole - Queen Maud Land traverse’, lungo un percorso di circa 4 200 chilometri, si stabilirono 75 stazioni (una ogni 55 chilometri circa); i dati misero in luce una temperatura media annua disomogenea rispetto alla quota; in particolare, durante la seconda traversa (15 dicembre 1965 - 29 gennaio 1966), dal Polyus Nedostupnosti verso Plateau Station, si rilevò un gradiente superadiabatico di -1,57 °C/100 m, come mostra il quadro seguente (Picciotto et al., 1971, pp. 258–261):
- 2.510 m -46,7 °C
- 2.600 m -45,1 °C
- 2.760 m -44,9 °C

Ma una crescita della temperatura con la quota era già stata documentata nel 1962-63 durante una traversa al Polo Sud: tra 87°55' e 88°04' lat. S, procedendo a est da 2.840 m a 3.002 m, la media annua passava da -46,2 °C a -44,9 °C: un'anomalia, veniva spiegato, probabilmente dovuta all'effetto dei venti catabatici (Taylor, 1971, p. 221).

### L'archivio australiano
La stazione automatica messa in funzione dagli australiani a Dome A tuttavia, anche se non ha finora rilevato eclatanti minimi termici, lascia aperto il quesito se il top del Plateau Antartico rappresenti il luogo più freddo della Terra, almeno dal punto di vista della temperatura media annua. L'archivio, partito nel marzo 2005, comprende i dati rilevati a 10 m di profondità: che, rispecchiando i valori medi del suolo (ghiaccio), risultano inferiori a quelli in aria libera, usualmente utilizzati in climatologia. Ebbene, la curva tautocrona di Dome A si pone fra -57 °C e -58 °C: un po' più in alto del valore ipotizzato, ma al di sotto di quello conosciuto per Vostok, fissato a -56,5 °C (periodo 1958-2006). Se vale la stessa differenza rispetto al valore in aria libera (-1,1 °C a Vostok), a Dome A la media annua sarebbe compresa fra -56 °C e -57 °C.

## I mutamenti climatici
Negli ultimi decenni le osservazioni meteorologiche hanno evidenziato un netto riscaldamento della Penisola Antartica. Le cause sono state individuate nel SAM (Southern Annular Mode). Si tratta di un anello di correnti occidentali che soffiano sugli oceani; quando i venti incontrano i rilievi peninsulari, danno luogo a una divergenza, piegando a nord e a sud. Negli ultimi decenni si è notato un intensificarsi del SAM, che nel Mare di Bellingshausen ha innescato una riduzione della superficie glaciale e, per conseguenza, una diminuzione dell'albedo, mentre la nuvolosità è aumentata, rallentando la dispersione del calore. La prevalenza dei venti occidentali, inoltre, ha ostacolato anche le irruzioni fredde dalle regioni del plateau. Essendo venuto meno questo meccanismo di scambio, mentre nella Penisola Antartica e nelle aree adiacenti si è assistito a un riscaldamento accelerato, nel resto del continente la temperatura media è scesa: nel trentennio 1971-2000, eccetto qualche settore costiero, si è registrata una diminuzione di circa 0,25 °C per decennio.

### La fase ciclica
L'evoluzione climatica, tuttavia, potrebbe essere soggetta a oscillazioni periodiche regolate dalla SAO (Semi-annual Oscillation). Si tratta d'una variazione dei campi barici dell'emisfero australe che, a inizio inverno e in primavera, permette il trasporto di imponenti masse d'aria verso sud, e viceversa a fine inverno e d'estate. Si è però scoperto un andamento ciclico della SAO: ogni 12 e 30-35 anni. Nel 1998, una ricerca del climatologo Michiel R. van den Broeke concludeva: «Se questo processo è provato essere ripetitivo e valido per l'intero continente, un accelerato riscaldamento dell'Antartide orientale è da attendersi nel prossimo decennio, comparabile con quello osservato prima del 1975». L'ordine di grandezza previsto, è di 1 °C in più entro 15 anni (van den Broeke, 1998).

### I dati strumentali
Sul Plateau Antartico i segnali termici, al momento, sono contrastanti. Nel 2002-05, ad Amundsen-Scott e a Vostok sembrava essere subentrata una fase meno rigida, ma il 2006 ha mostrato un andamento diverso, anche se non è ancora chiarita quale sia l'influenza della polarità di ENSO (El Niño Southern Oscillation) sul clima della regione. L'analisi degli archivi meteorologici, tuttavia, permette di delineare un'evoluzione complessiva per il continente (con esclusione della Penisola Antartica, che rappresenta un caso climatico a sé). Il riferimento sono sette basi permanenti dove le osservazioni si siano protratte per almeno 50 anni senza interruzioni, ovvero:
- Amundsen-Scott
- Halley
- Stazione Mawson
- Mirnyj
- Casey
- Dumont d'Urville
- Base antartica Scott

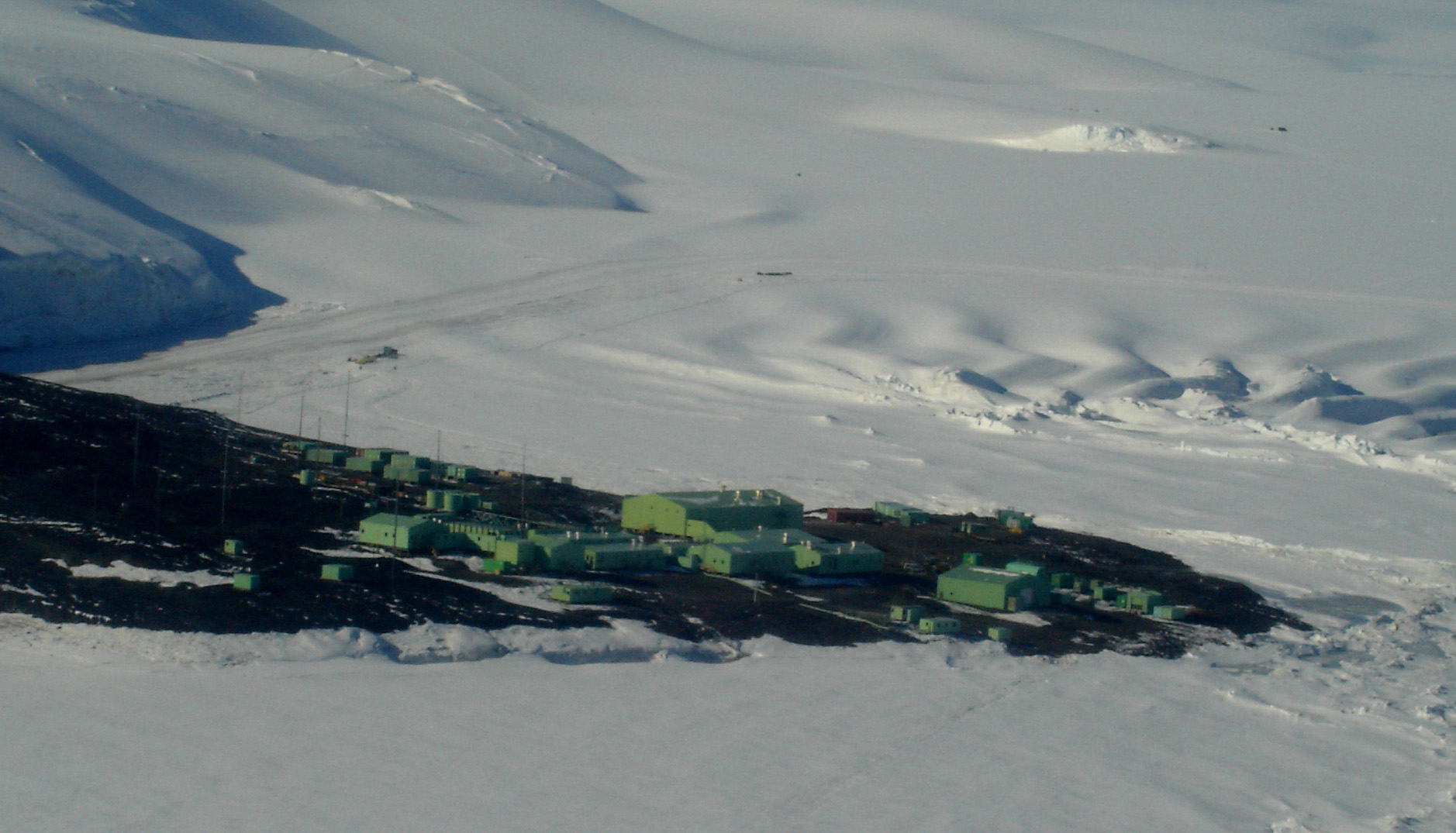
La Base antartica Scott

I dati relativi alle medie annue sono quelli resi omogenei da Gareth J. Marshall (British Antarctic Survey), con l'eccezione del 1957 per Amundsen-Scott e Casey, del 1957 e del 1994 per Scott, dove l'assenza di alcuni dati mensili è stata estrapolata. Per il periodo 1957-2006, la temperatura media complessiva delle sette basi (normale) è risultata di -18,66 °C (deviazione standard: 0,54 °C). Le medie annue sono poi state scomposte per decennio, ottenendo il seguente quadro storico:
- 1957-66 -18,90 °C
- 1967-76 -18,50 °C
- 1977-86 -18,46 °C
- 1987-96 -18,55 °C
- 1997-06 -18,90 °C

Gli scarti, anche se ridotti, in questo caso diventano molto più significativi di quanto possano esserlo per le singole basi, e mettono in mostra un raffreddamento intervenuto alla fine del XX secolo e che si protrae nel XXI; in particolare, con -19,04 °C, è il decennio 1992-2001 a segnalarsi come il più freddo in assoluto. Le più forti differenze negative rispetto alla normale si colgono nel 1960 (-0,95 °C) e nel 1993 (-0,93 °C), mentre gli scostamenti positivi più alti si rinvengono nel 1980 (+1,13 °C) e nel 1991 (+1,07 °C).

## Clima nelle ere
Le carote di ghiaccio recuperate dalle calotte forniscono informazioni fondamentali sulle evoluzioni ambientali del passato, grazie alla capacità della neve di mantenere le stesse proprietà chimiche dipendenti dalle condizioni climatiche presenti nel momento della precipitazioni. L'archivio storico naturale può riportarci indietro anche centinaia di migliaia di anni, come è accaduto a Vostok, dove sono stati analizzati i residui informativi degli ultimi 220 000 anni.
Attraverso le sostanze intrappolate nel ghiaccio, come ad esempio le bolle d'aria, è possibile innanzitutto stabilire le variazioni di metano e di anidride carbonica di un particolare periodo. Gli specialisti ritengono che i primi ghiacciai si formarono circa 50 milioni di anni fa, ma solo 20 milioni di anni fa ebbe origine la calotta, che nel Mio-Pliocene raggiunse la sua massima espansione, e che da 2 milioni di anni ha acquisito caratteri polari, contraddistinti da temperature più rigide.
Gli studi più accurati riguardano gli ultimi 20 000 anni, quindi il periodo che va dall'ultima glaciazione fino ad oggi. Grazie all'ausilio del metodo del carbonio 14 gli esperti hanno datato i resti dei nidi dei pinguini e degli uccelli, riuscendo ad assegnare a 17 000 anni fa l'inizio della deglaciazione. L'inizio della presenza costante dei pinguini risale a 7 000 anni fa, mentre una piccola glaciazione è stata rilevata nell'intervallo fra il 1500 e il 1850 d.C.